# Jean de Lannoy
Jean al II-lea de Lannoy sau Jan van Lannoy (n. 27 aprilie 1410 – d. 18 martie 1493), lord de Lannoy, Lys și Sébourg, a fost un nobil din Hainaut, care a jucat un rol proeminent în politica Olandei Burgunde.

## Viața
Jean a fost un membru al noibilei familii de Lannoy. A fost fiul lui Jean I de Lannoy, care a murit în Bătălia de la Azincourt și al lui Jeanne de Croÿ, al cărei tată, Jean I de Croÿ, de asemenea, a murit la Azincourt.
Ca un om tânăr, Lannoy a avut o carieră militară, luptând împotriva Prințului-episcop de Liège (1430), Anglia (1436), Lorena (1440) și Electoratul de Koln (1447).
În 1448 el a fost numit de către Filip cel Bun ca stadtholder al Olandei și Zeelandei, o funcție deținută până în 1462. Probabil îi datora numirea sa, unchiul său, Antoine I de Croÿ. Între 1459 - 1463, el a fost, de asemenea, stadtholder de Valon Flandra.
În 1451 el a devenit Cavaler în Ordinul Lâna de Aur. În 1452-53 a participat la reprimarea Revoltei din Ghent (1449-1453).
El a devenit un aliat al Dauphinului, viitorul Ludovic XI al Franței, în timpul exilului său în domeniile Burgunde (1456-1461), și l-a ajutat să-și revendice tronul în anul 1461. Apropierea lui față de noul rege al Franței a dus la privarea lui de la birou în Țările de jos în 1462-1463, iar în 1468 la conflict deschis cu Ducele Carol temerarul, care pentru un timp l-au forțat să plece în exil.
În 1477 l-a servit pe Maximilian I al Austriei ca Chamberlain și a efectuat mai multe misiuni diplomatice. În 1478, a negociat cu orașele Tournai și Cambrai, domnii episcopale ale Sfântului Imperiu Roman, apoi, sub protecție franceză. El a jucat un rol foarte important în negocierea Tratatului de la Arras (1482).
A murit pe 18 martie 1493.